# شاغي
شاغي (بالإنجليزية: Shaggy) واسمه الحقيقي «أورفيل ريتشارد بارل» هو مطرب ريغي جاميكي شهير مولود في 22 أكتوبر 1968 في مدينة كينغستون الجامايكية.
بدأ حياته كجندي في المارينز الأمريكي قبل أن يبدأ مشواره الموسيقي سنة 1995 بأغنية "بومباستيك (بالإنجليزية: Boombastic)" والتي حققت نجاحا كبيراً، ولكن أكبر نجاح حققه كان ألبوم "HotShot" الذي أطلقه سنة 2000 وخصوصا أغنيتيه "It Wasn’t Me" و "Angel" اللتان حققتا نجاحا عالميا.
وقد شارك في حرب تحرير الكويت عام 1990 مع القوات الأمريكية آنذاك في عملية عاصفة الصحراء وكان مجندًا.

## روابط خارجية
- شاغي على موقع IMDb (الإنجليزية)
- شاغي على موقع ميوزك برينز (الإنجليزية)
- شاغي على موقع أول ميوزيك (الإنجليزية)
- شاغي على موقع ديسكوغز (الإنجليزية)
- شاغي على موقع ديسكوغز (الإنجليزية)
- شاغي على موقع ديسكوغز (الإنجليزية)
- شاغي على موقع قاعدة بيانات الفيلم (الإنجليزية)